# Losangeleský akvadukt
Losangeleský akvadukt, který zahrnuje dva samostatné akvadukty, je systém přepravy vody podél pohoří Sierra Nevada do Los Angeles u pobřeží Tichého oceánu. Systém dodává vodu z řeky Owens.
Systém akvaduktu zahrnoval také dostavbu přehrady St. Francis v roce 1926, která měla zajistit rezervu v případě jeho narušení. Kvůli zhroucení přehrady o dva roky později zahynulo nejméně 431 lidí. Situace nakonec vyústila ve vybudování Akvaduktu Colorado River, který přivádí vodu z řeky Colorado do Los Angeles County.
Provoz losangeleského akvaduktu vedl k veřejným diskusím, legislativním úpravám i soudním sporům ohledně jeho dopadů na jezero Mono a další ekosystémy.

## První losangeleský akvadukt
Projekt stavby akvaduktu byl zahájen v roce 1905, kdy voliči v Los Angeles schválili vydání dluhopisu ve výši 1,5 milionu dolarů na „nákup pozemků a vody a zahájení prací na akvaduktu“. Dne 12. června 1907 byl schválen druhý dluhopis ve výši 24,5 milionu dolarů na financování výstavby.
Stavba začala v roce 1908. Už v prvním roce bylo do stavby zapojeno 2629 mužů. Jejich počet se dostal na maximum v roce 1909, kdy jich bylo 6060. V roce 1913 byla stavba prvního akvaduktu dokončena.

### Trasa
Původní akvadukt sestával ze šesti zásobních nádrží a 346 km potrubí. Začátek se nachází 5.6 km severně od Blackrock (Inyo county). Akvadukt odklání vodu z řeky Owens do kanálu, kterým se vydává 375 km na jih k přehradě Lower San Fernando. Tato nádrž byla později přejmenována na Lower Van Norman Reservoir.
Voda teče akvaduktem díky gravitaci, navíc je využívána k výrobě elektřiny, díky čemuž je jeho provoz cenově efektivní.
Výstavba akvaduktu způsobila, že Owens Valley přestalo být životaschopnou zemědělskou komunitou a rovněž zničila ekosystém Owens Lake. Ve 20. letech 20. století zde vypukly násilnosti známé jako kalifornské vodní války. Farmáři v Owens Valley zaútočili na infrastrukturu akvaduktu, mnohokrát jej vyhodili do povětří dynamitem nebo odklonili tok vody zpět do Owens Lake. Jezero však nebylo nikdy znovu napuštěno. Nyní je v něm udržována minimální hladina vody, která má bránit tomu, aby se toxický prach ze dna jezera dostával do místní komunity.

### Protržení přehrady svatého Františka

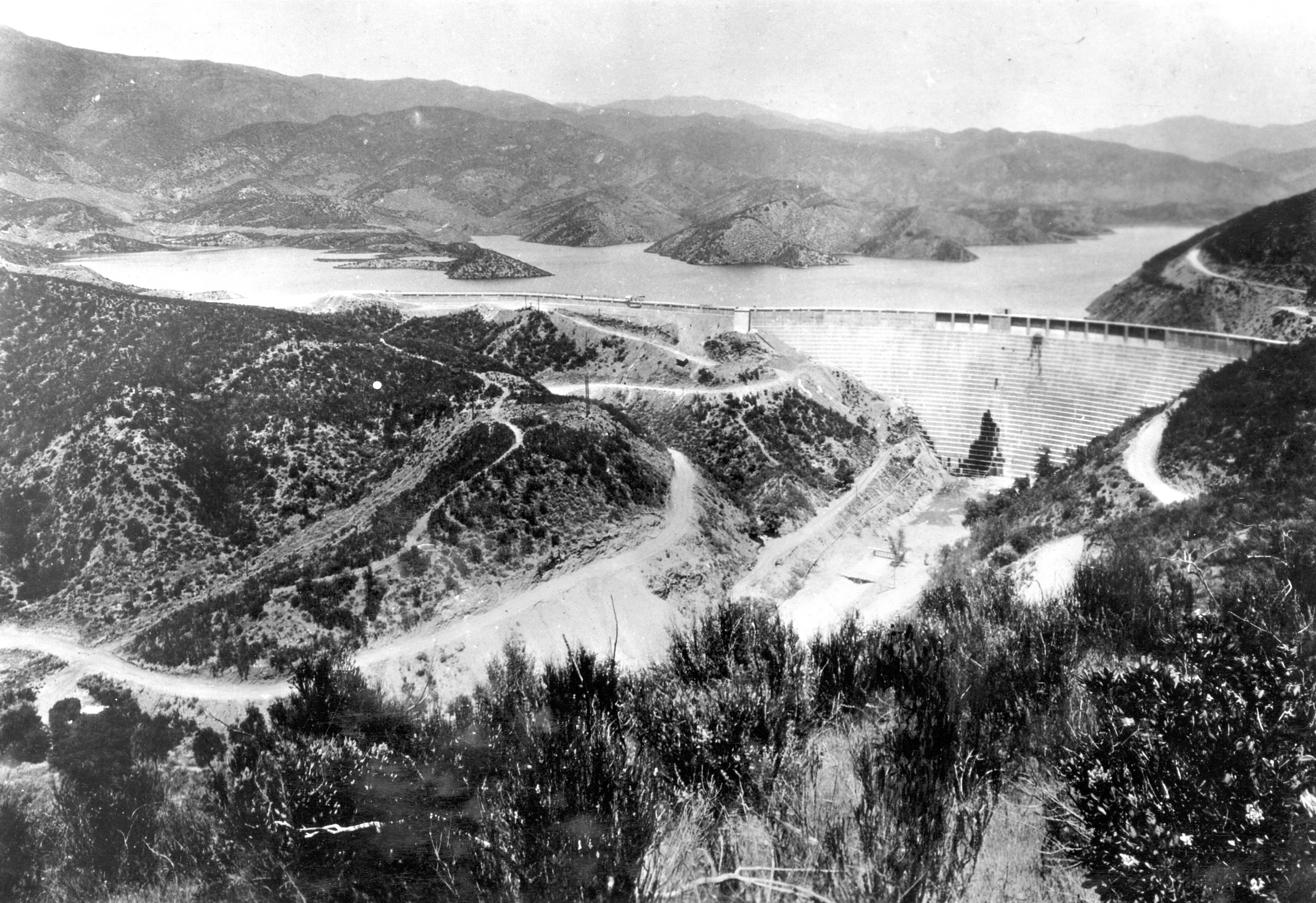
Obrázek přehrady svatého Františka, rok před jejím zhroucením.

V roce 1917 se úřady v Los Angeles rozhodly vybudovat nádrž, která by regulovala průtok a poskytovala vodní energii v případě narušení akvaduktu. Přehrada byla vybudována v kaňonu San Francisquito a dokončena v roce 1926 s kapacitou 47 milionů m3. Dne 12. března 1928 se však přehrada zhroutila. Třicetimetrová vodní vlna nakonec dosáhla Tichého oceánu, přičemž způsobila smrt nejméně 431 lidí.
Protržení přehrady způsobilo druhou největší ztrátu na životech v historii Kalifornie, horší dopad mělo jen zemětřesení v San Franciscu v roce 1906.

## Druhý losangeleský akvadukt

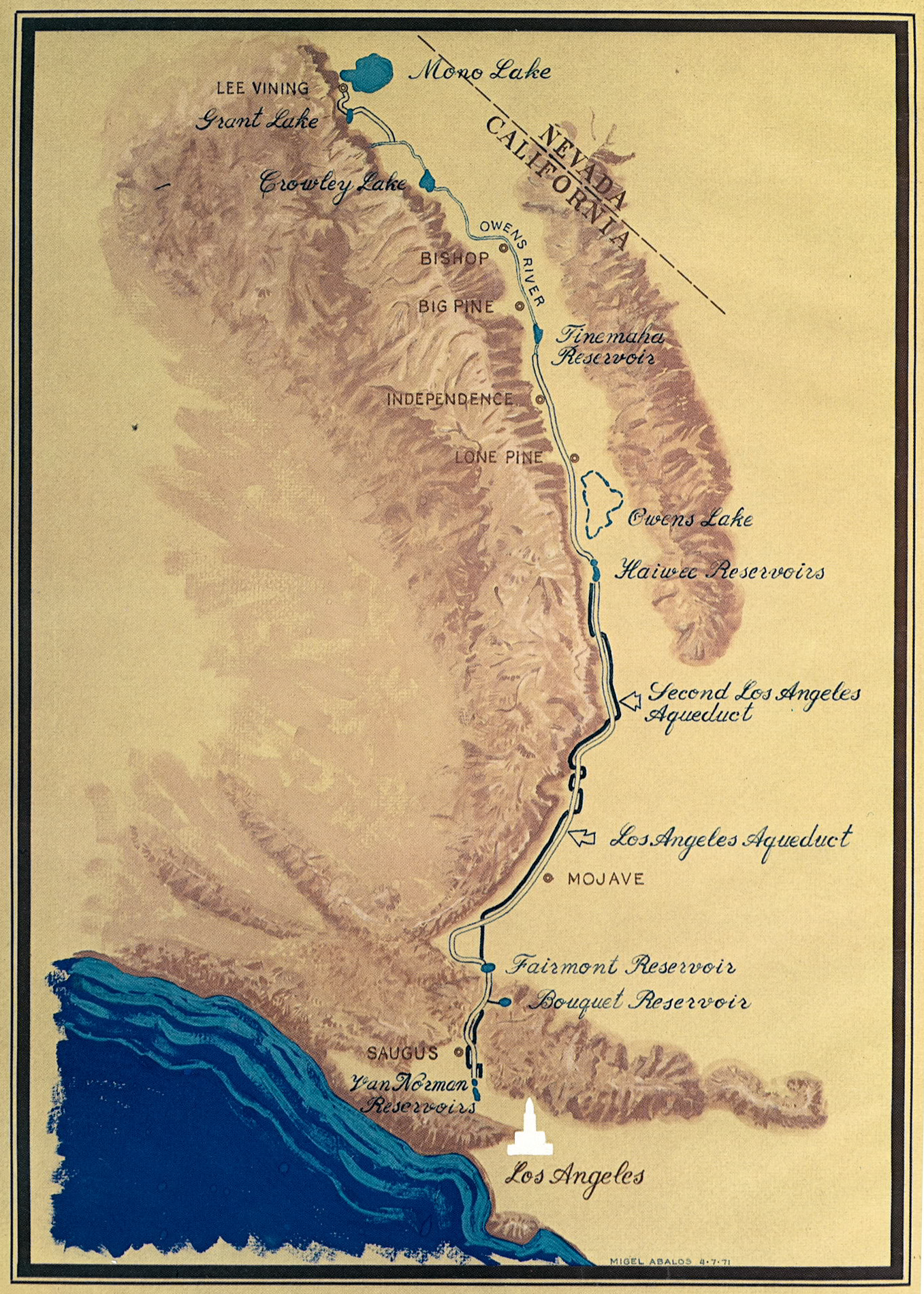
Systém losangeleských akvaduktů, 1971

Los Angeles zahájilo pětiletou stavbu druhého akvaduktu v roce 1965 za cenu 89 milionů dolarů.

### Trasa
Akvadukt dlouhý 220 km byl navržen na průtok 8200 l/s. Začíná mezi North a South Haiwee Reservoir jižně od Owens Lake a vede paralelně vedle prvního akvaduktu. Voda teče výhradně díky gravitaci z nadmořské výšky 1146 m do 370 m na přehradě Upper Van Norman.
Druhý akvadukt byl rozdělen na severní a jižní část; jsou spojeny tunely San Francisquito, které jsou součástí prvního akvaduktu. Tyto tunely jsou dostatečně kapacitní, aby zvládly průtok obou akvaduktů.

## Vliv na Los Angeles
V letech 1909 až 1928 se město Los Angeles rozrostlo z 61 na 440 čtverečních mil. Stalo se tak do značné míry díky akvaduktu a nařízení, podle nějž město Los Angeles nemohlo poskytovat přebytečnou vodu do oblastí mimo město. V nich lidé záviseli na vodě ze studní a potoků. Když vysychaly, nezbylo jim, než se připojit k Los Angeles.